# Бьорлин, Надя
Надя Бьорлин (англ. Nadia Bjorlin; род. 2 августа 1980, Ньюпорт, Род-Айленд) — американская актриса шведско-иранского происхождения.

## Карьера
Бьорлин наиболее известна благодаря своей роли Хлоэ Лэйн в дневной мыльной опере «Дни нашей жизни». Она начала играть эту роль в 1999 году и впервые оставила мыльную оперу в 2003 году, чтобы попробовать начать певческую карьеру, но из-за неудачи спустя пару месяцев вернулась в шоу. Она повторно ушла из «Дней» в 2005 году, после получения роли в прайм-тайм сериале «Секс, любовь и секреты», который был закрыт после одного сезона.
Бьорлин сыграла главную женскую роль в провальном кинофильме 2007 года «Жажда скорости» и 29 ноября того же года вернулась в мыльную оперу и играла в ней до сентября 2011 года. После очередного неудачного ухода из дневного эфира, в конце 2012 года она вновь подписала контракт на участие в шоу и вернулась в мыльную оперу 4 января 2013 года.

## Личная жизнь
С 15 мая 2015 года Надя замужем за Грантом Тарнбаллом. У супругов есть два сына — Торин Матиас Тарнбалл (род. 04.05.2016) и Вигго Себастьян Тарнбалл (род. 01.09.2017).

## Избранная фильмография
| Год  |   | Русское название   | Оригинальное название | Роль |
| ---- | - | ------------------ | --------------------- | ---- |
| 2013 | с | Две девицы на мели | 2 Broke Girls         | Пэм  |